# Patricio Arabolaza
Patricio Arabolaza Aranburu, Patricio (ur. 17 marca 1893 w Irun, zm. 12 marca 1935 tamże) – hiszpański piłkarz, napastnik. Srebrny medalista olimpijski z Antwerpii.
Jako piłkarz klubu Real Unión był w kadrze reprezentacji podczas igrzysk olimpijskich w 1920, gdzie Hiszpania zajęła drugie miejsce. Arabolaza wystąpił w czterech meczach turnieju i w meczu z Danią (1:0) strzelił pierwszą w historii bramkę dla reprezentacji Hiszpanii w oficjalnym meczu międzypaństwowym. W latach 1920–1928 wystąpił w dwunastu meczach reprezentacji. Sięgał po Puchar Króla w 1913 jako piłkarz Rácing Club de Irún i w 1918, kiedy klub ten przekształcił się w Real Unión Club de Irún.